# Croton boivinianus
Croton boivinianus là một loài thực vật có hoa trong họ Đại kích. Loài này được (Baill.) Baill. mô tả khoa học đầu tiên năm 1861.